# Alfarnate
Alfarnate è un comune spagnolo di 1 415 abitanti situato nella comunità autonoma dell'Andalusia.